# Ligue des champions de l'OFC 2014-2015
Navigation
Édition précédente Édition suivante
La Ligue des champions de l'OFC 2014-2015 est la 14e édition de la Ligue des champions de l'OFC. Elle met aux prises les champions des différentes nations affiliées à la Confédération du football d'Océanie (OFC).
La compétition se déroule selon le même format que lors de l’édition précédente, à savoir :
- Un tour préliminaire oppose les clubs champions de quatre nations océaniennes : les Tonga, les Samoa américaines, les îles Cook et les Samoa. Le vainqueur se qualifie pour la phase de poules.
- La phase de poules réunit les 11 équipes exemptes et le vainqueur du tour préliminaire. Les 12 formations sont réparties en 3 groupes de 4. Les Fidji, la Polynésie française, la Nouvelle-Zélande et le Vanuatu ont droit à deux places en phase de poules.
- La phase finale se joue en matchs à élimination directe : les demi-finales opposent les trois premiers de chaque groupe du premier tour et le meilleur deuxième. Contrairement à la saison dernière, les demi-finales et la finale se jouent sur un seul match, et non plus en matchs aller et retour.
- Cette année, la phase de poules et la phase finale (demi-finales et finale) se déroulent à Ba et Suva, aux Fidji.

C'est le tenant du titre, la formation néo-zélandaise d'Auckland City, qui remporte une nouvelle fois la compétition, après avoir battu en finale leurs compatriotes de Team Wellington, après la séance des tirs au but. C'est la septième Ligue des champions de l'histoire du club (la cinquième consécutive), synonyme de qualification pour la Coupe du monde des clubs. Pour Team Wellington, cette finale est un résultat prometteur puisque le club participait pour la première fois à une compétition internationale.

## Participants
Quinze équipes sont qualifiées pour cette édition 2014-2015.
| Pays                                              | Club               | Qualification                                                                  |
| Phase de groupes                                  | Phase de groupes   | Phase de groupes                                                               |
| ------------------------------------------------- | ------------------ | ------------------------------------------------------------------------------ |
| Fidji                                             | Suva FC            | Champion des Fidji 2014                                                        |
| Fidji                                             | Ba FC              | Vice-champion des Fidji 2014                                                   |
| Nouvelle-Calédonie                                | Gaïtcha FCN        | Champion de Nouvelle-Calédonie 2013                                            |
| Nouvelle-Zélande                                  | Auckland City      | Champion de Nouvelle-Zélande 2013-2014                                         |
| Nouvelle-Zélande                                  | Team Wellington    | Vice-champion de Nouvelle-Zélande 2013-2014                                    |
| Papouasie-Nouvelle-Guinée                         | Hekari United      | Premier de la phase régulière du championnat de Papouasie-Nouvelle-Guinée 2014 |
| Îles Salomon                                      | Western United FC  | Champion des Îles Salomon 2014-2015                                            |
| Polynésie française                               | AS Pirae           | Champion de Polynésie française 2013-2014                                      |
| Polynésie française                               | AS Tefana          | Vainqueur de la première phase du Championnat de Polynésie française 2014-2015 |
| Vanuatu                                           | Tafea FC           | Vainqueur de la National Soccer League 2014                                    |
| Vanuatu                                           | Amicale FC         | Finaliste de la National Soccer League 2014                                    |
| Tour préliminaire (Associations en développement) |                    |                                                                                |
| Samoa américaines                                 | SKBC FC            | Champion des Samoa américaines 2013                                            |
| Îles Cook                                         | Puaikura FC        | Champion des îles Cook 2013                                                    |
| Samoa                                             | Lupe o le Soaga    | Champion des Samoa 2012-2013                                                   |
| Tonga                                             | Lotoha'apai United | Champion des Tonga 2013                                                        |

## Compétition

### Tour préliminaire
Le tour préliminaire se déroule sous un format de mini-championnat à quatre, les équipes se rencontrant une seule fois. Cette phase se déroule à Apia aux Samoa.
| Rang | Équipe             | Pts | J | G | N | P | Bp | Bc | Diff |  | Résultats (▼ dom., ► ext.) |  |     |     |     |
| ---- | ------------------ | --- | - | - | - | - | -- | -- | ---- |  | -------------------------- |  | --- | --- | --- |
| 1    | Lupe o le Soaga    | 9   | 3 | 3 | 0 | 0 | 10 | 2  | +8   |  | Lupe o le Soaga            |  | 3-2 | 1-0 | 6-0 |
| 2    | Puaikura FC        | 4   | 3 | 1 | 1 | 1 | 4  | 4  | 0    |  | Puaikura FC                |  |     | 1-0 | 1-1 |
| 3    | Lotoha'apai United | 3   | 3 | 1 | 0 | 2 | 4  | 3  | +1   |  | Lotoha'apai United         |  |     |     | 4-1 |
| 4    | SKBC FC            | 1   | 3 | 0 | 1 | 2 | 2  | 11 | -9   |  | SKBC FC                    |  |     |     |     |

#### Résultats
| 7 octobre 2014 | SKBC FC   | 1 - 1 | Puaikura FC     | Joseph S. Blatter Football Complex Stadium, Apia |                             |
| 16h30          | Kang 90e  |       | 45+1e Pennycook | Arbitrage : Ravitesh Behari                      | Arbitrage : Ravitesh Behari |
| 16h30          | (Rapport) |       |                 | Arbitrage : Ravitesh Behari                      | Arbitrage : Ravitesh Behari |

| 7 octobre 2014 | Lupe o le Soaga | 1 - 0 | Lotoha'apai United | Joseph S. Blatter Football Complex Stadium, Apia |                            |
| 19h00          | Gosche 83e      |       |                    | Arbitrage : Robinson Banga                       | Arbitrage : Robinson Banga |
| 19h00          | (Rapport)       |       |                    | Arbitrage : Robinson Banga                       | Arbitrage : Robinson Banga |

| 9 octobre 2014 | Lotoha'apai United                        | 4 - 1 | SKBC FC  | Joseph S. Blatter Football Complex Stadium, Apia |                       |
| 16h30          | Uhatahi 4e 79e · Mafi 32e · Maamaaloa 56e |       | 90e Kang | Arbitrage : Anio Amos                            | Arbitrage : Anio Amos |
| 16h30          | (Rapport)                                 |       |          | Arbitrage : Anio Amos                            | Arbitrage : Anio Amos |

| 9 octobre 2014 | Lupe o le Soaga              | 3 - 2 | Puaikura FC            | Joseph S. Blatter Football Complex Stadium, Apia |                          |
| 19h00          | Malo 8e 45+2e · Setefano 75e |       | 9e Kelly · 10e Tiputoa | Arbitrage : Gerald Oiaka                         | Arbitrage : Gerald Oiaka |
| 19h00          | (Rapport)                    |       |                        | Arbitrage : Gerald Oiaka                         | Arbitrage : Gerald Oiaka |

| 11 octobre 2014 | Puaikura FC | 1 - 0 | Lotoha'apai United | Joseph S. Blatter Football Complex Stadium, Apia |                          |
| 15h00           | Kelly 83e   |       |                    | Arbitrage : Gerald Oiaka                         | Arbitrage : Gerald Oiaka |
| 15h00           | (Rapport)   |       |                    | Arbitrage : Gerald Oiaka                         | Arbitrage : Gerald Oiaka |

| 11 octobre 2014 | Lupe o le Soaga                                           | 6 - 0 | SKBC FC | Joseph S. Blatter Football Complex Stadium, Apia |                            |
| 17h30           | Malo 21e 48e 53e · Toni 77e · Gosche 81e · Setefano 90+4e |       |         | Arbitrage : Robinson Banga                       | Arbitrage : Robinson Banga |
| 17h30           | (Rapport)                                                 |       |         | Arbitrage : Robinson Banga                       | Arbitrage : Robinson Banga |

### Phase de groupes
Les rencontres de poules se déroulent du 11 au 18 avril 2015 à Suva et Ba, aux Fidji.

#### Groupe A
| Rang | Équipe          | Pts | J | G | N | P | Bp | Bc | Diff |  | Résultats (▼ dom., ► ext.) |  |     |     |     |
| ---- | --------------- | --- | - | - | - | - | -- | -- | ---- |  | -------------------------- |  | --- | --- | --- |
| 1    | Ba FC           | 9   | 3 | 3 | 0 | 0 | 8  | 1  | +7   |  | Ba FC                      |  | 3-0 | 2-0 | 3-1 |
| 2    | Gaïtcha FCN     | 6   | 3 | 2 | 0 | 1 | 13 | 6  | +7   |  | Gaïtcha FCN                |  |     | 5-2 | 8-1 |
| 3    | AS Pirae        | 1   | 3 | 0 | 1 | 2 | 5  | 10 | -5   |  | AS Pirae                   |  |     |     | 3-3 |
| 4    | Lupe o le Soaga | 1   | 3 | 0 | 1 | 2 | 5  | 14 | -9   |  | Lupe o le Soaga            |  |     |     |     |

#### Groupe B
| Rang | Équipe            | Pts | J | G | N | P | Bp | Bc | Diff |  | Résultats (▼ dom., ► ext.) |  |     |     |     |
| ---- | ----------------- | --- | - | - | - | - | -- | -- | ---- |  | -------------------------- |  | --- | --- | --- |
| 1    | Auckland City FC  | 9   | 3 | 3 | 0 | 0 | 9  | 0  | +9   |  | Auckland City FC           |  | 3-0 | 3-0 | 3-0 |
| 2    | Amicale FC        | 6   | 3 | 2 | 0 | 1 | 4  | 5  | -1   |  | Amicale FC                 |  |     | 3-2 | 1-0 |
| 3    | Suva FC           | 3   | 3 | 1 | 0 | 2 | 5  | 7  | -2   |  | Suva FC                    |  |     |     | 3-1 |
| 4    | Western United FC | 0   | 3 | 0 | 0 | 3 | 1  | 7  | -6   |  | Western United FC          |  |     |     |     |

#### Groupe C
| Rang | Équipe            | Pts | J | G | N | P | Bp | Bc | Diff |  | Résultats (▼ dom., ► ext.) |  |     |     |     |
| ---- | ----------------- | --- | - | - | - | - | -- | -- | ---- |  | -------------------------- |  | --- | --- | --- |
| 1    | Team Wellington   | 9   | 3 | 3 | 0 | 0 | 7  | 3  | +4   |  | Team Wellington            |  | 2-0 | 3-2 | 2-1 |
| 2    | PRK Hekari United | 6   | 3 | 2 | 0 | 1 | 6  | 6  | 0    |  | PRK Hekari United          |  |     | 3-2 | 3-2 |
| 3    | Tafea FC          | 1   | 3 | 0 | 1 | 2 | 5  | 7  | -2   |  | Tafea FC                   |  |     |     | 1-1 |
| 4    | AS Tefana         | 1   | 3 | 0 | 1 | 2 | 4  | 6  | -2   |  | AS Tefana                  |  |     |     |     |

#### Classements des deuxièmes de groupe
| Rang | Équipe            | Pts | J | G | N | P | Bp | Bc | Diff |
| ---- | ----------------- | --- | - | - | - | - | -- | -- | ---- |
| 1    | Gaïtcha FCN       | 6   | 3 | 2 | 0 | 1 | 13 | 6  | +7   |
| 2    | PRK Hekari United | 6   | 3 | 2 | 0 | 1 | 6  | 6  | 0    |
| 3    | Amicale FC        | 6   | 3 | 2 | 0 | 1 | 4  | 5  | -1   |

### Phase finale

#### Demi-finales
| Équipe 1    | Résultat | Équipe 2        |
| ----------- | -------- | --------------- |
| Gaïtcha FCN | 0 - 1    | Auckland City   |
| Ba FC       | 0 - 2    | Team Wellington |

#### Finale
| 26 avril 2015                                 | Auckland City FC        | 1 - 1 a. p.                                     | Team Wellington | ANZ Stadium (Suva), Suva                       |                                                |
|                                               | João Moreira 14e (pen.) |                                                 | Hogg 79e        | Spectateurs : 3 000 Arbitrage : Norbert Hauata | Spectateurs : 3 000 Arbitrage : Norbert Hauata |
|                                               | (Rapport)               |                                                 |                 | Spectateurs : 3 000 Arbitrage : Norbert Hauata | Spectateurs : 3 000 Arbitrage : Norbert Hauata |
| Đorđević · Berlanga · McGeorge · Browne · Kim | Tirs au but 4-3         | Feneridis · Coralles · Peverley · Gulley · Hogg |                 | Spectateurs : 3 000 Arbitrage : Norbert Hauata | Spectateurs : 3 000 Arbitrage : Norbert Hauata |